# Castelli Calepio

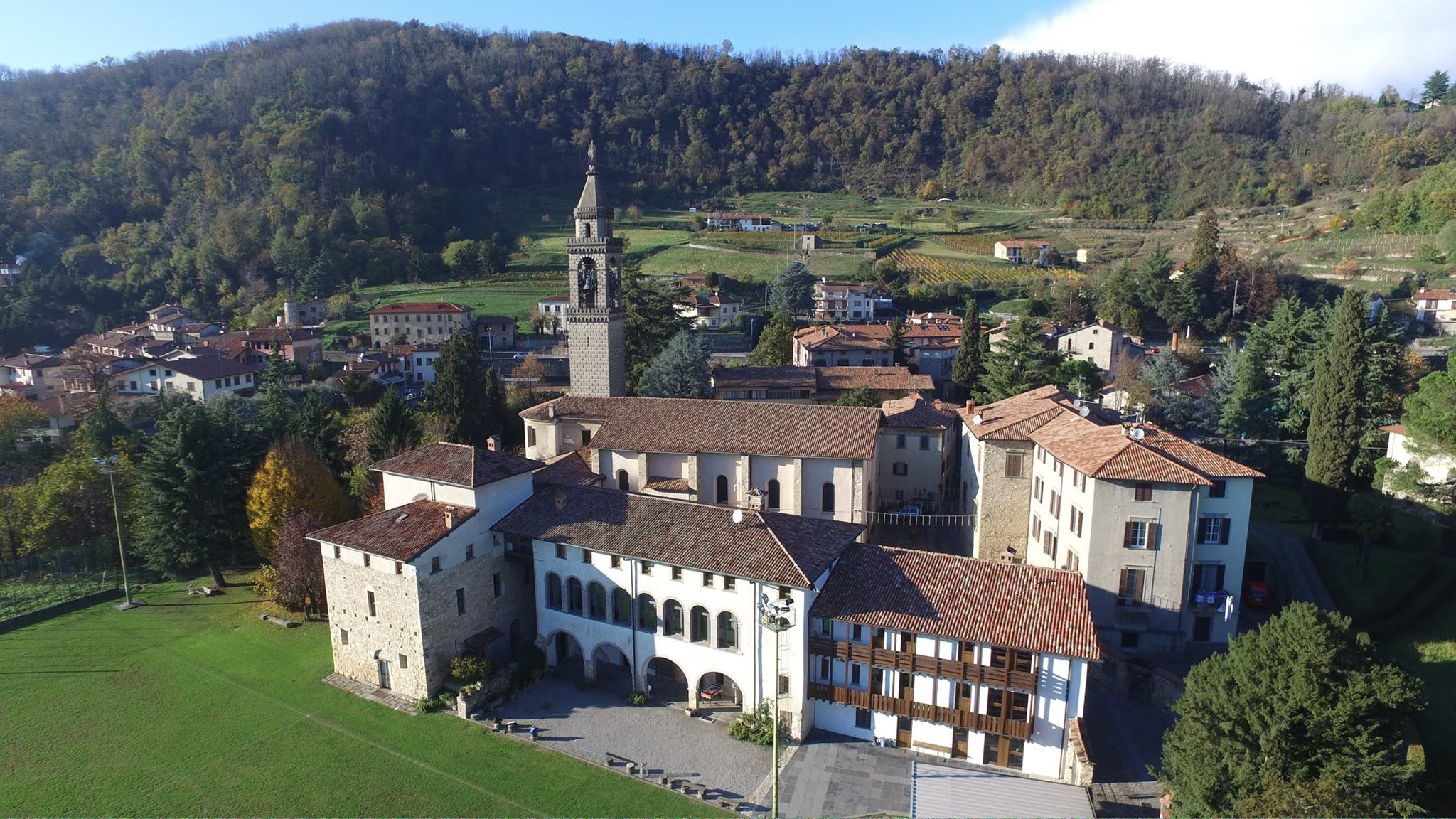
Borgo di Calepio

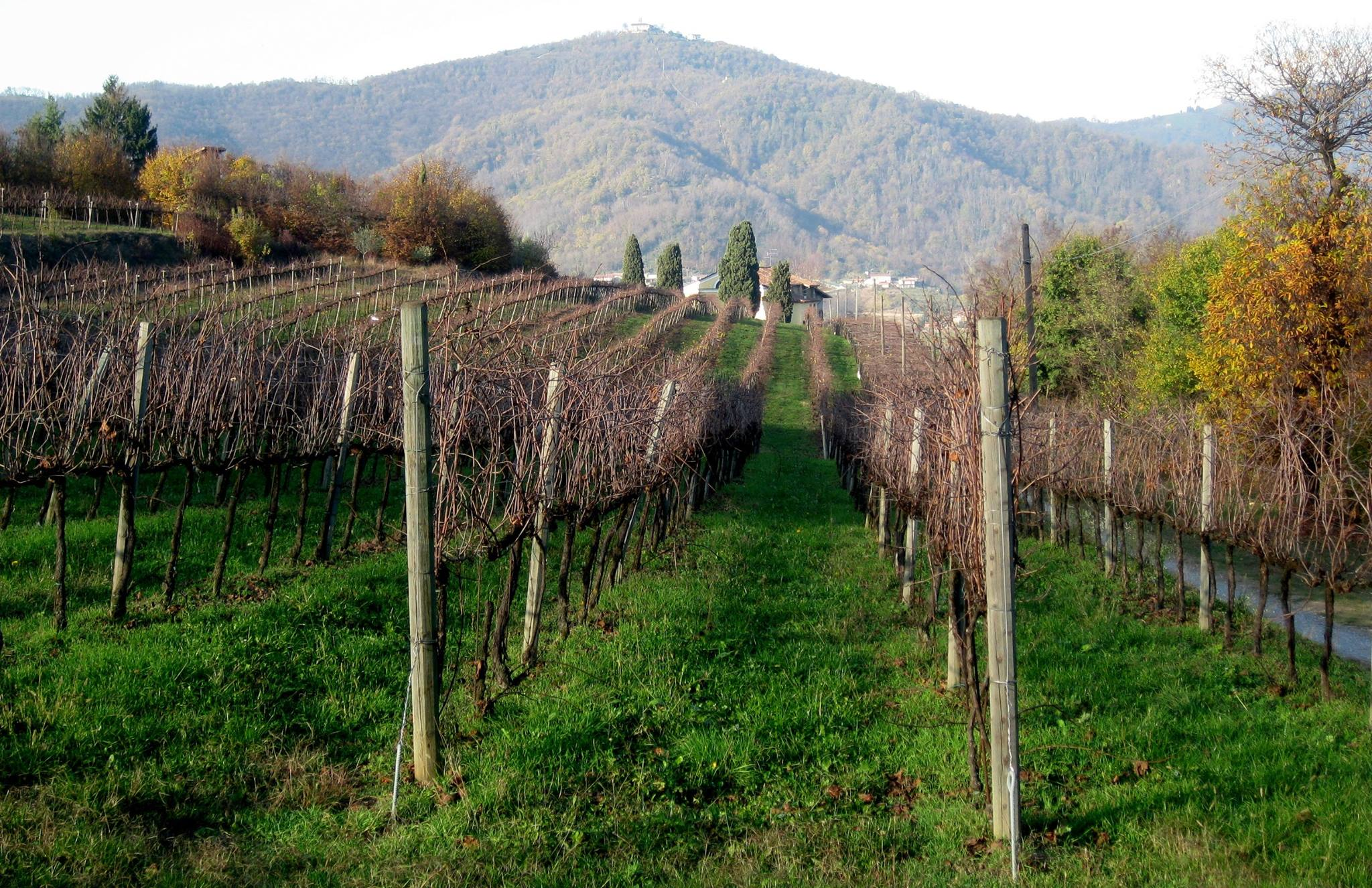
Filari di viti situati sulle colline di Castelli Calepio

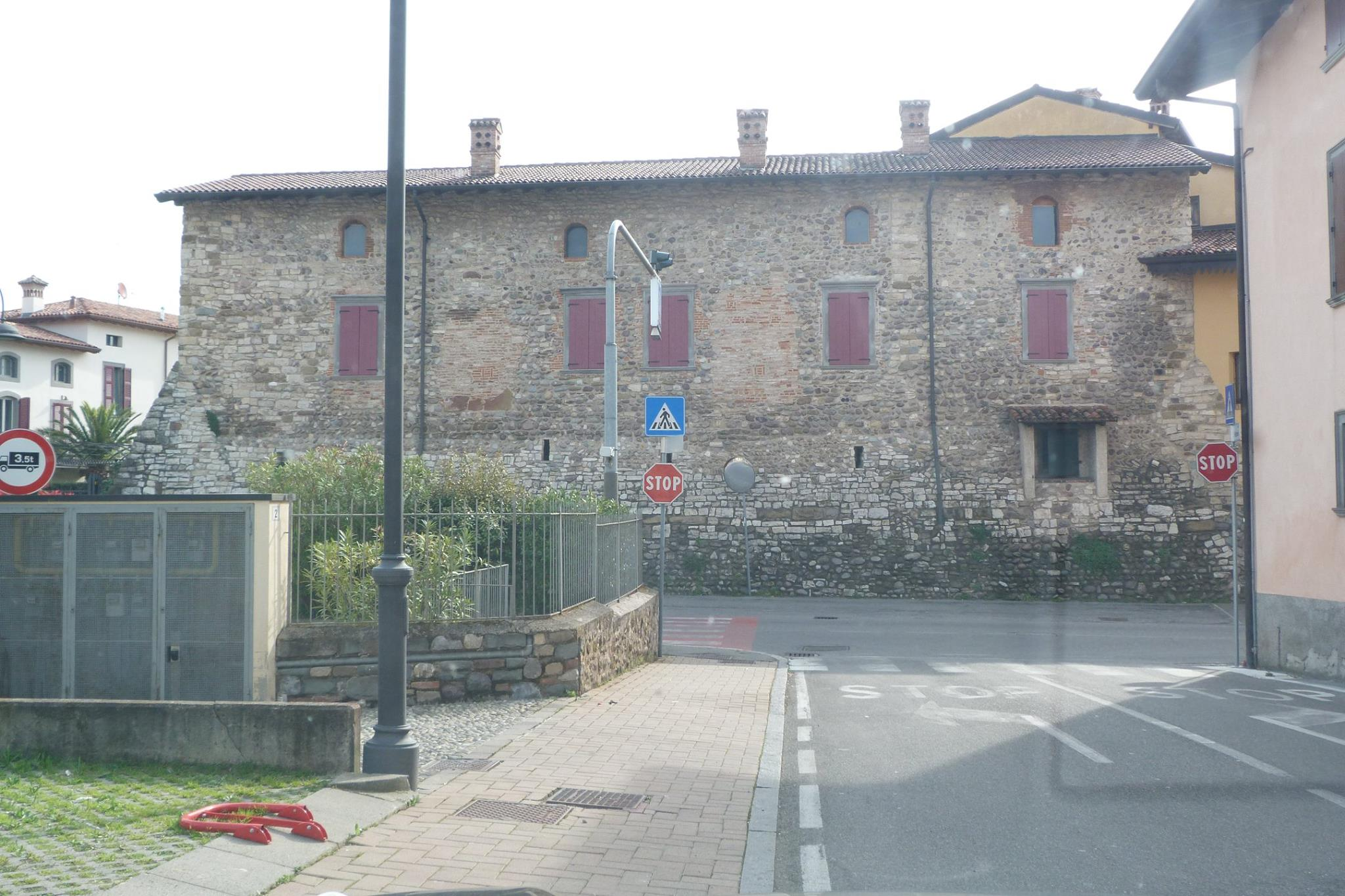
Castello di Tagliuno (ora proprietà privata)

Castelli Calepio [kasˈtɛlːi kaˈlɛːpjo] (Castèi Calèpe [kasˈtɛi kaˈlɛpe] o Castèl Calèpe [kasˈtɛl kaˈlɛpe] in dialetto bergamasco) è un comune italiano sparso di 10 470 abitanti della provincia di Bergamo in Lombardia.

## Geografia fisica
Il comune (insieme di 4 paesi) è situato pochi chilometri a sud del lago d'Iseo sulla sponda bergamasca del fiume Oglio nella zona chiamata Valcalepio (dove si produce l'omonimo vino DOC). Il suo territorio è caratterizzato a nord dalle propaggini meridionali delle alture del Sebino che degradano verso sud nell'alta pianura fiancheggiata dal fiume Oglio.

## Storia
Il primo nucleo abitato di Calepio era conosciuto sicuramente già al tempo dei Romani
e risalgono all'Alto Medioevo, precisamente nel periodo carolingio, il primo documento con riferimenti a un Vico Castro Calepio e a Taliuno è del 911, dove, risulta che fossereo già presenti i due castelli: quello di Tagliuno dai conti Marenzi e quello di Calepio dai conti omonimi.
Il toponimo di Castelli Calepio risale al 1927, anno in cui ci fu l'accorpamento dei paesi di Tagliuno e Calepio con le frazioni in un unico comune. Di lontanissima origine è invece il nome antico, sembra che il nome Calepio derivi dal greco Kalon (bello, buono) ed èpion, interpretato come terra del buon vino.
Il vecchio borgo medievale di Calepio è dominato dal castello originariamente costruito intorno all'anno 1000 dai feudatari del posto che dall'anno 1240 iniziarono a chiamarsi Conti di Calepio. Il castello venne poi ricostruito nel 1430 e vide le gesta del condottiero Trussardo da Calepio che, nella guerra tra i milanesi e i veneziani, scelse di allearsi con la Repubblica di Venezia sconfiggendo le truppe Viscontee. L'appoggio a Venezia fece guadagnare alla casata il decreto ducale del feudo su tutta la valle, rinnovato poi con un altro decreto nel 1662.
Un famoso discendente di Trussardo fu Ambrogio da Calepio che elaborò il primo dizionario multilingue detto appunto "Calepino" del 1502.
Un altro personaggio storico da ricordare è il cantante lirico di Tagliuno Ignazio Marini, coetaneo di Giuseppe Verdi e molto stimato dal compositore che lo volle come interprete di molte sue opere.
La frazione di Tagliuno era invece infeudata ai conti Marenzi, poi trasferitisi ed estintisi in Austria (Conti Marenzi von Tagliuno und Telgate).

### Simboli
Lo stemma e il gonfalone sono stati concessi con decreto del presidente della Repubblica del 27 giugno 1962.
Il leone, su fondo azzurro, è ripreso dal blasone dei nobili Calepio, feudatari di tutta l'omonima valle (di rosso, al leone d'oro); la corona da conte illustra il loro rango nobiliare.
Il castello nella seconda partizione allude al nome del comune ma anche alla presenza di un importante sistema difensivo sul territorio; la corona muraria che lo sormonta fa riferimento all’unione dei due nuclei cittadini sancita nel 1927. Il giglio ricorda san Celestino martire, le cui spoglie, donate da papa Clemente X al conte Giovanni Paolo Calepio, sono conservate nella cappella gentilizia del castello.
Il gonfalone è un drappo partito di rosso e di azzurro.

## Monumenti e luoghi di interesse

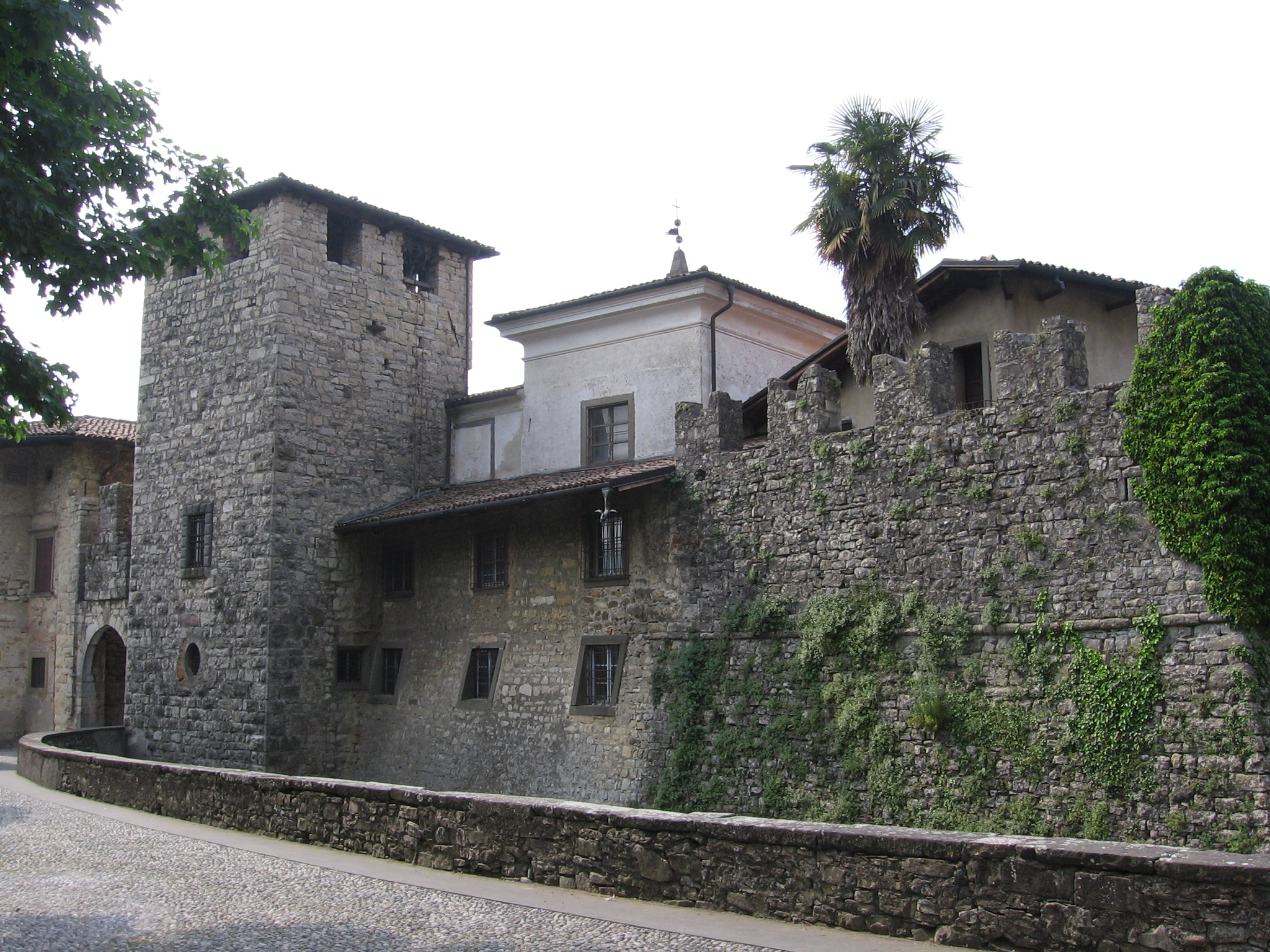
Castello dei conti Calepio

Dal punto di vista artistico oltre al già citato castello meritano di essere ricordati:
- a Calepio:
  - il borgo medievale
  - la chiesa cinquecentesca dedicata a San Lorenzo in stile gotico lombardo con tele attribuite a Gian Paolo Cavagna (Battesimo) e a Jacopo Palma il Giovane (Presentazione al Tempio), e Battesimo di Cristo di Francesco Cavagna.
- a Cividino:
  - la romanica chiesa di San Giovanni Battista fondata tra l'XI e il XII secolo.
  - la chiesa parrocchiale.
  - il Convento dei Frati Minori.

- a Tagliuno:

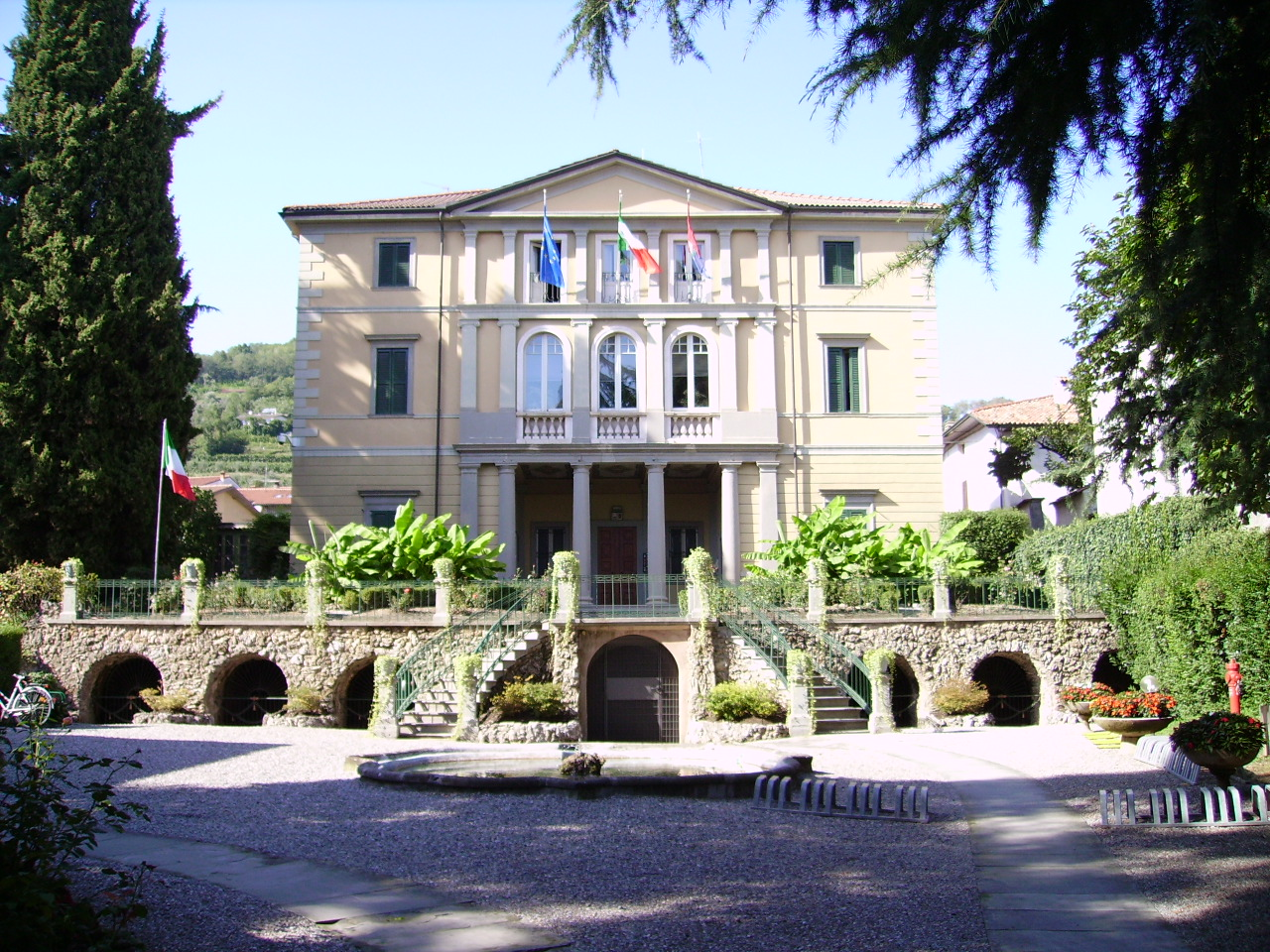
Villa Marini

  - Villa Marini, che fu la residenza di Ignazio Marini e attualmente è sede del Municipio
  - la chiesa parrocchiale dedicata a San Pietro Apostolo fondata nel 1621, modificata poi intorno alla metà del Settecento e ampliata nei primi anni del XX secolo; al suo interno opere di numerosi artisti tra cui Giovan Battista Moroni (Madonna con Bambino), Francesco Capella (l'Immacolata), Giovan Battista Caniana creatore del pulpito in legno, Carlo Innocenzo Carloni e Giovanni Antonio Sanz, autore della statua della Madonna delle Vigne. La decorazione a stucco dell'interno è opera di Muzio Camuzio. Sul luogo vi è l'antica chiesa del Santissimo Salvatore in stile romanico.[8]

## Società

### Evoluzione demografica
Abitanti censiti

### Etnie e minoranze straniere
Al 31 dicembre 2022 la popolazione straniera era di 1 625 abitanti, pari al 15,77% della popolazione.

## Cultura

### Ricorrenze e manifestazioni
La festa patronale è diversa per ognuna delle quattro frazioni in cui è diviso il comune:
- Tagliuno - Madonna delle Vigne il lunedì otto giorni dopo Pasqua
- Tagliuno - Patroni San Pietro e Paolo 29 giugno
- Calepio -  San Lorenzo Martire il 10 agosto
- Quintano - San Giuseppe il 1º maggio
- Cividino - B.V. Maria il 30 settembre

La ricorrenza della Madonna delle Vigne (in dialetto Madóna dele gatole) risale al 1781: gli abitanti di Tagliuno l'anno prima avevano fatto un voto solenne impegnandosi anche per i discendenti a celebrare una festa in onore di Maria nel caso avesse liberato i vigneti dalla piaga dei bruchi (gatole) che li infestavano ormai da parecchi anni provocando gravi carestie, in effetti quell'anno i bruchi tornarono ma in quantità molto inferiore e non crearono gravi danni, quindi da quel momento a Tagliuno si festeggia questa ricorrenza.
Un'iniziativa che si svolge ogni anno è Arte in Castello, il cui scopo è quello di far conoscere scultori e pittori contemporanei tramite una mostra allestita nel castello di Calepio.

## Geografia antropica

### Frazioni
Il comune è composto da quattro frazioni: Tagliuno, che è la sede del municipio, nella parte nord-ovest, Calepio a nord-est, Cividino a sud-est e Quintano a sud-ovest.

## Economia
Dal punto di vista economico, accanto all'antico e tradizionale sviluppo dell'agricoltura e soprattutto della viticoltura tipico di tutta la zona della valle, nel corso degli ultimi cinquant'anni si sono aggiunti importanti insediamenti artigianali e industriali: soprattutto bottonifici, aziende metalmeccaniche, produzioni di materie plastiche, pelletterie e tessile-abbigliamento.

## Infrastrutture e trasporti

### Tram
Tra il 1901 e il 1921 la frazione Tagliuno ospitò una fermata lungo la tranvia Bergamo-Trescore-Sarnico.

### Strade
| Autostrade  | Strade Provinciali           |
| ----------- | ---------------------------- |
| Ponte Oglio | Tagliuno – conf. BS Capriolo |
|             | Tagliuno – Quintano          |
|             | SP 91bis – SP 85dir          |

### Ferrovie
La ferrovia Bergamo-Brescia attraversa la parte meridionale del territorio comunale. Le stazioni più vicine sono quelle di Grumello del Monte e Palazzolo sull'Oglio

## Amministrazione
| Periodo | Periodo | Primo cittadino    | Partito      | Carica  | Note            |
| ------- | ------- | ------------------ | ------------ | ------- | --------------- |
| 1999    | 2004    | Ugo Belotti        | Lega Nord    | Sindaco | [ 12 ]          |
| 2004    | 2009    | Clementina Belotti | Lega Nord    | Sindaco | [ 13 ]          |
| 2009    | 2014    | Flavio Bizzoni     | Lista civica | Sindaco |                 |
| 2014    | 2019    | Giovanni Benini    | -            | Sindaco |                 |
| 2019    | 2024    | Giovanni Benini    | lista civica | Sindaco | Secondo mandato |
| 2024    | attuale | Adriano Pagani     | lista civica | Sindaco |                 |

## Sport

### Calcio
Sono presenti numerose società calcistiche delle varie frazioni a livello dilettantistico, suddivise nelle varie categorie. Tutte condividono il centro sportivo comunale della frazione di Cividino dove è presente il campo principale in erba naturale con una pista olimpica regolamentare per l'atletica leggera e un secondo campo in erba artificiale. Le principali squadre di calcio del paese sono la A.S.D. Valcalepio Calcio e la A.S.D. Castellese Calcio entrambe inserite nel campionato di 1ª Categoria girone F. Per la prima volta nella stagione 2014-2015 le due formazioni calepine hanno affrontato lo stesso campionato dando vita in data 05/10/2014 e in data 08/02/2015 ad uno storico derby, vinto nel girone d'andata dalla Valcalepio e terminato con un pareggio nel girone di ritorno. Entrambe le compagini affronteranno il campionato 2015-2016 nuovamente nello stesso girone del campionato di 1ª categoria.